# Kostel Neposkvrněného početí Panny Marie (Siřem)
Kostel Neposkvrněného početí Panny Marie je římskokatolický filiální kostel zasvěcený Neposkvrněnému početí Panny Marie v Siřemi v okrese Louny. Od roku 1964 je chráněn jako kulturní památka.

## Historie
Siřemský kostel ze druhé poloviny čtrnáctého století byl v roce 1747 zbořen a o tři roky později ho nahradil nový kostel postavený v barokním slohu. Před rokem 1989 bylo naplánované jeho zboření, ke kterému sice nedošlo, ale devastaci se zabránit nepodařilo. V roce 2007 vznikl projekt spojovaný s osobností spisovatele Franze Kafky, který ve vesnici pobýval v letech 1917 a 1918. Projekt počítal s konzervací tehdejšího stavu a zabránění dalšímu poškozování.

### Program záchrany architektonického dědictví
V rámci Programu záchrany architektonického dědictví bylo v roce 2014 na opravu kostela čerpáno 400 000 Kč.

## Stavební podoba

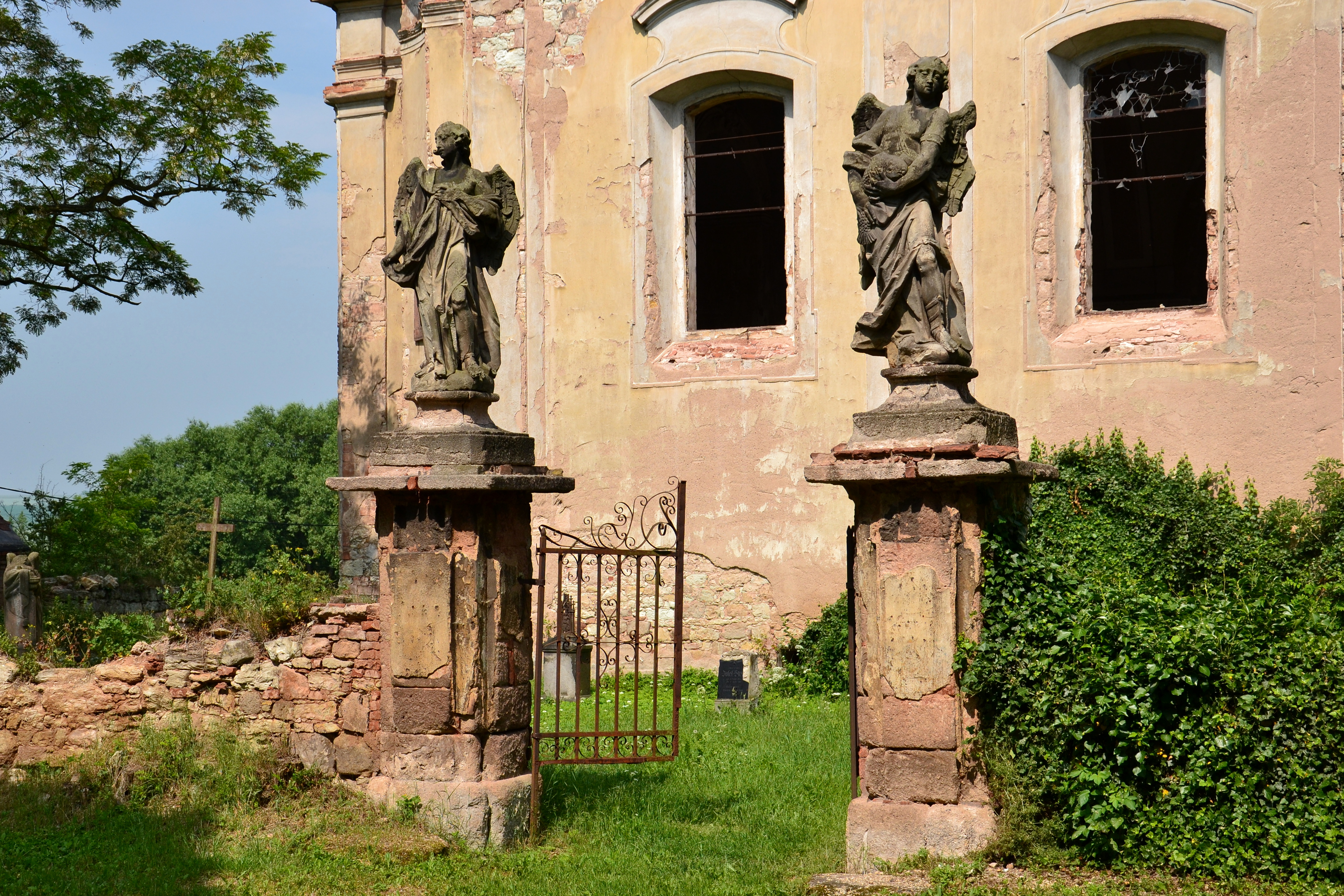
Barokní sochy andělů u vstupu na zrušený hřbitov

Jednolodní kostel s obdélným půdorysem má pětiboce zakončený presbytář k jehož severozápadní straně je přistavěna sakristie. Fasáda je členěná lizénami a segmentově zakončenými okny. V jihozápadním průčelí stojí hranolová věž. Interiér lodi je zaklenutý valenou klenbou s výsečemi na pásech a vyzdoben rokokovými štuky ze druhé poloviny osmnáctého století. Presbytář je také zaklenutý valenou klenbou a jeho vnitřní stěny člení zalomené pilastry.

## Zařízení
Rokokové vnitřní zařízení ze druhé poloviny osmnáctého století bylo zničeno. Hlavní oltář byl portálový a boční oltáře zasvěcené svaté Anně a svatému Janu Nepomuckému tabulové. V kostele se také nacházela kazatelna se sochami evangelistů, malý boční oltář Panny Marie z roku 1688 a lavice z poloviny osmnáctého století.